# Нико Ников
Никола Давидов, с литературен псевдоним Нико Ников, е съвременен български поет и писател, автор на около 200 литературни произведения.

## Биография
Никола Деянов Давидов е роден през 1986 г. в град Плевен, в семейството на двама лекари – Деян Давидов и Румяна Давидова. Внук е на поета Николай Соколов. Никола има още двама братя – Иван Давидов и Александър Давидов.
Никола завършва средното си образование с отличен успех в плевенската езикова гимназия. Продължава висшето си образование в град Варна, където завършва бакалавърска степен със специалност финанси. През 2010 г. записва магистратура със специалност психология в родния си град.
Младият поет твори поезия и проза на най-различна тематика, като обръща внимание най-вече на духовността и вътрешната битка, която води душата всеки ден. Най-забележителен е цикълът от произведения на тема „Поетът“, където лиричният герой (Поетът) е изобразен като духовна личност, който следва своя път и се бори с предизвикателствата на живота.
След диагноза лупус и няколко тежки години боледуване, младият поет умира на 25-годишна възраст, оставяйки като наследство множество литературни творби.